# Пландом (Нью-Йорк)
Пландом (англ. Plandome) — селище (англ. village) в США, в окрузі Нассау штату Нью-Йорк. Населення — 1448 осіб (2020).

## Географія
Пландом розташований за координатами 40°48′24″ пн. ш. 73°42′6″ зх. д. / 40.80667° пн. ш. 73.70167° зх. д. (40.806579, -73.701630).  За даними Бюро перепису населення США в 2010 році селище мало площу 1,30 км², з яких 1,28 км² — суходіл та 0,02 км² — водойми.

## Демографія
Згідно з переписом 2010 року, у селищі мешкало 1349 осіб у 416 домогосподарствах у складі 362 родин. Густота населення становила 1034 особи/км².  Було 431 помешкання (330/км²).
Расовий склад населення:
| - 94,7 % — білих - 3,6 % — азіатів - 0,8 % — чорних або афроамериканців - 0,1 % — корінних американців |

До двох чи більше рас належало 0,5 %. Частка іспаномовних становила 2,2 % від усіх жителів.
За віковим діапазоном населення розподілялося таким чином: 32,8 % — особи молодші 18 років, 52,2 % — особи у віці 18—64 років, 15,0 % — особи у віці 65 років та старші. Медіана віку мешканця становила 42,4 року. На 100 осіб жіночої статі у селищі припадало 94,1 чоловіків;  на 100 жінок у віці від 18 років та старших — 87,2 чоловіків також старших 18 років.
Медіана доходів становила 204 063 долари для чоловіків та 62 857 доларів для жінок. За межею бідності перебувало 3,8 % осіб, у тому числі 5,1 % дітей у віці до 18 років та 1,8 % осіб у віці 65 років та старших.
Цивільне працевлаштоване населення становило 585 осіб. Основні галузі зайнятості: фінанси, страхування та нерухомість — 30,4 %, освіта, охорона здоров'я та соціальна допомога — 24,1 %, науковці, спеціалісти, менеджери — 16,1 %.